# جرج کومبر
جرج کومبر (انگلیسی: George Coomber; ۱۹ ژانویهٔ ۱۸۹۰ – ۶ مارس ۱۹۶۰) بازیکن فوتبال اهل بریتانیا بود.
از باشگاه‌هایی که در آن بازی کرده‌است می‌توان به باشگاه فوتبال تاتنهام هاتسپر اشاره کرد.